# Shoji Nishio
Shoji Nishio (5. december 1927 – 15. marts 2005), 8. dan, var en internationalt højt anerkendt aikidomester, der underviste i Danmark fra 1983 til 2001. Han blev født i Aomori-præfekturet i det nordlige Japan, hvor han som barn trænede judo. I 1942, under 2. verdenskrig, kom han til Tokyo for at arbejde for finansministeriet, hvor han var ansat i 40 år. Umiddelbart efter krigen genoptog han sin judotræning, som senere blev suppleret med karate og boksning. Omkring 1951 startede han med dyrke aikido i Hombu-dojo, og sideløbende hermed trænede han våbentræning, bl.a. iaido.
Han erhvervede sig desuden bl.a. følgende dan-grader: 7. dan iaido, 6. dan judo og 5. dan karate.
De mange stilarter kommer alle til udtryk i hans meget personlige aikido-stil (Yoseikai), hvor samme teknik kan trænes mod mange forskellige greb og slag og også med forskellige kombinationer af våben.
Han har også skabt sin egen iaido-lignende stilart, kaldet Aikido Toho Iai (合気道刀法居合 aikidō-tōhō-iai), der viser aikidos principper udtrykt med et samuraisværd.
I 2003 modtog han æresbevisningen Budo Kyoryusho af den japanske budo-forening for sit arbejde med at udvikle og udbrede kendskabet til aikido i verden. Han døde 15. marts 2005, 77 år gammel.

## Bøger
- Aikido: Yurusu Budo - The Irimi-Issoku Principle, (Aikinews 2004), ISBN 4-900586-29-3